# Rhopalopsole yajunae
Rhopalopsole yajunae is een steenvlieg uit de familie naaldsteenvliegen (Leuctridae). De wetenschappelijke naam van de soort is voor het eerst geldig gepubliceerd in 2010 door Li & Yang.